# Chapelle Sainte-Madeleine de Magdebourg
La chapelle Sainte-Madeleine (Magdalenenkapelle) est une chapelle gothique de l'ancienne ville de Magdebourg en Allemagne. Elle est dédiée à Marie-Madeleine, la pécheresse repentie. Elle se trouve à proximité de l'église Saint-Pierre et de l'église wallonne de Magdebourg.

## Architecture

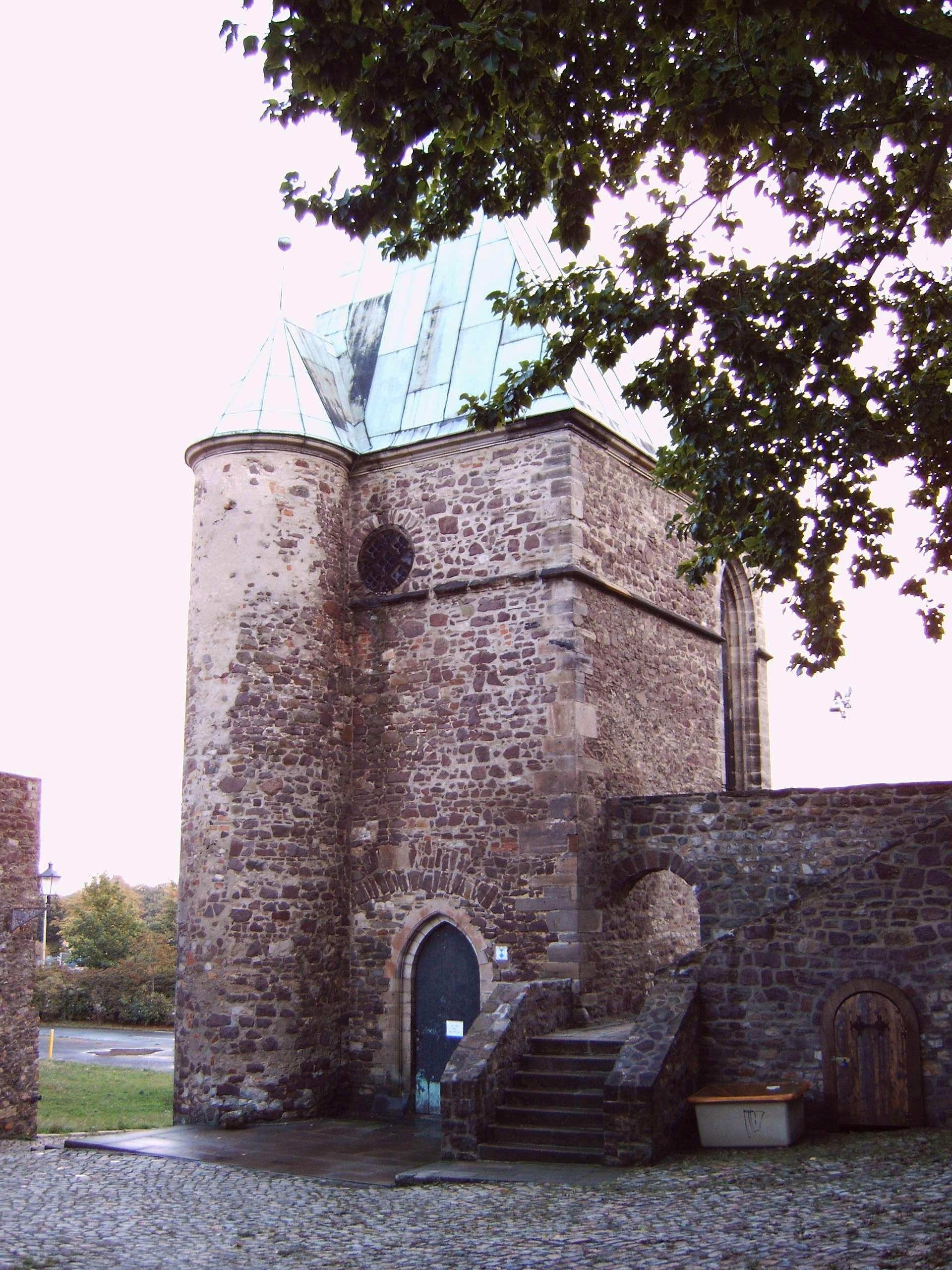
Côté Ouest avec la tourelle d'escalier à gauche.

La chapelle gothique est faite de murs de pierres concassées avec des blocs de grès aux bords. L'édifice consiste en une travée quadrilatère et un polygone 5/8. Il ne comporte pas de contreforts, car il est appuyé par les remparts de la ville et la voûte épaisse de l'église inférieure. Près de l'entrée donnant à l'ouest, à gauche, se trouve une petite tour d'escalier. Il est vraisemblable que cela était l'entrée - avec sa petite chapelle - de l'ancien couvent Sainte-Madeleine dispersé à la Réforme et détruit au XIXe siècle.
L'intérieur de la chapelle est ajouré de cinq hautes fenêtres à ogive. La toiture a été refaite dans les années 1960, après les destructions dues aux bombardements anglo-américains à la fin de la Seconde Guerre mondiale.

## Historique
La bénédiction de la première pierre a lieu en 1315. La chapelle se trouve à l'emplacement où eut lieu la profanation d'une hostie consacrée et est prévue à l'origine pour accueillir des messes expiatoires. Le jus patronatus (droit de patronat) de la chapelle est accordé en 1385 au couvent Sainte-Madeleine par le pape Urbain VI. Les religieuses sont dispersées à cause de la Réforme, et les bâtiments du couvent servent d'école.
Le siège de Magdebourg par les troupes impériales, le 10 mai 1631 pendant la Guerre de Trente Ans, a pour conséquence la destruction d'une partie de la ville et de graves dommages pour la chapelle. Ce n'est qu'en 1711 qu'elle retrouve son lustre d'antan. Cependant la chapelle est revêtue d'une toiture mansardée avec clocheton. Elle est consacrée le 5 août 1715.
La chapelle est restaurée en 1846-1847 avec ses croisées d'ogives. Mais les bâtiments de l'ancien couvent dispersé au XVIe siècle sont démolis en 1848. La petite tour d'escalier de la chapelle est restaurée en 1857 et l'on construit une tribune d'orgue à l'intérieur.
La chapelle est restaurée en 1929-1930 avec des fresques du Magdebourgeois Johannes Sass.
Les ravages de la fin de la Seconde Guerre mondiale atteignent aussi la petite chapelle gothique, dont le toit est entièrement détruit par les bombardements. Heureusement les voûtes ne sont pas atteintes. Elle est entièrement restaurée en 1966. Elle retrouve son toit à deux pans avec une flèche.
De 1968 à 1984, la ville prête la chapelle à la communauté vieille-luthérienne (qui dépend de l'Église protestante luthérienne indépendante), mais cette dernière n'a pas suffisamment de moyens pour l'entretenir. La ville la restaure en 1988 et en fait un lieu de mémoire à Lazare Carnot (mort à Magdebourg), grâce à une exposition qui dure une année. Finalement après la fin de la république démocratique allemande et la réunification, la chapelle est attribuée à l'Église catholique qui se sert déjà de l'église Saint-Pierre voisine, et plus spécifiquement à l'organisation caritative Subsidaris. Il est prévu que des prémontrés desservent l'église et la chapelle, ainsi que l'aumônerie universitaire et l'organisation caritative.

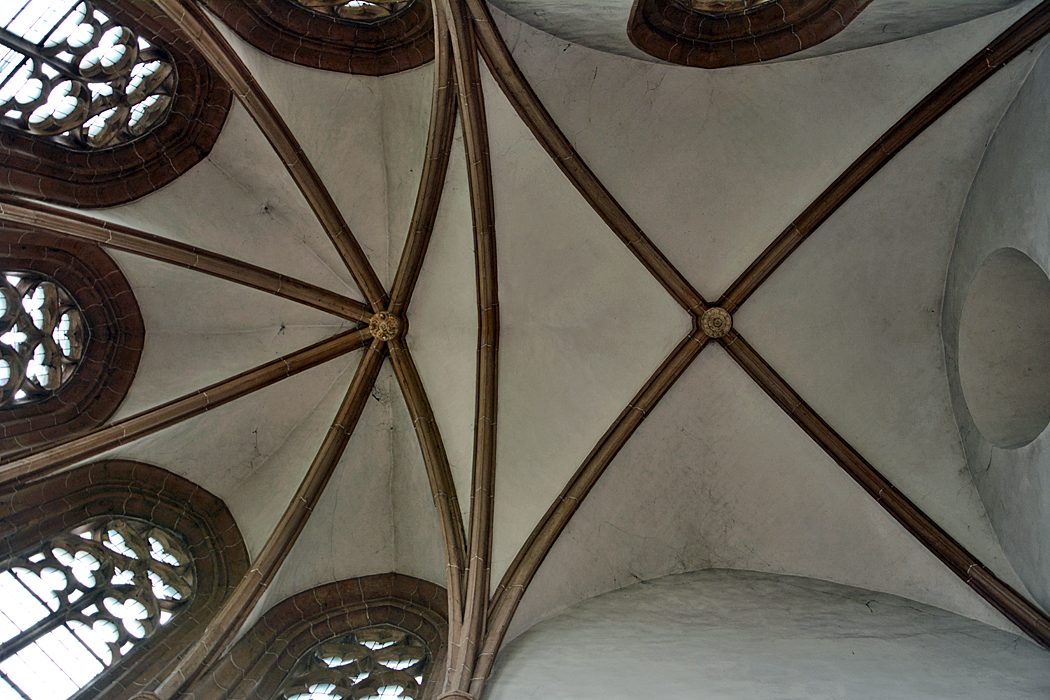
Voûtes et ogives à l'intérieur
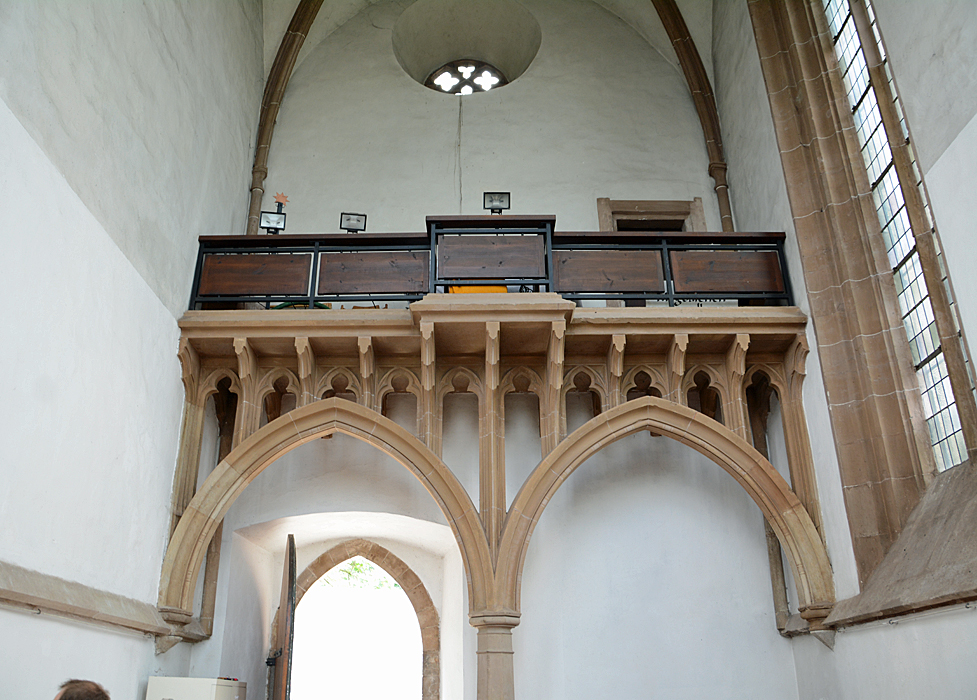
Vue de la tribune
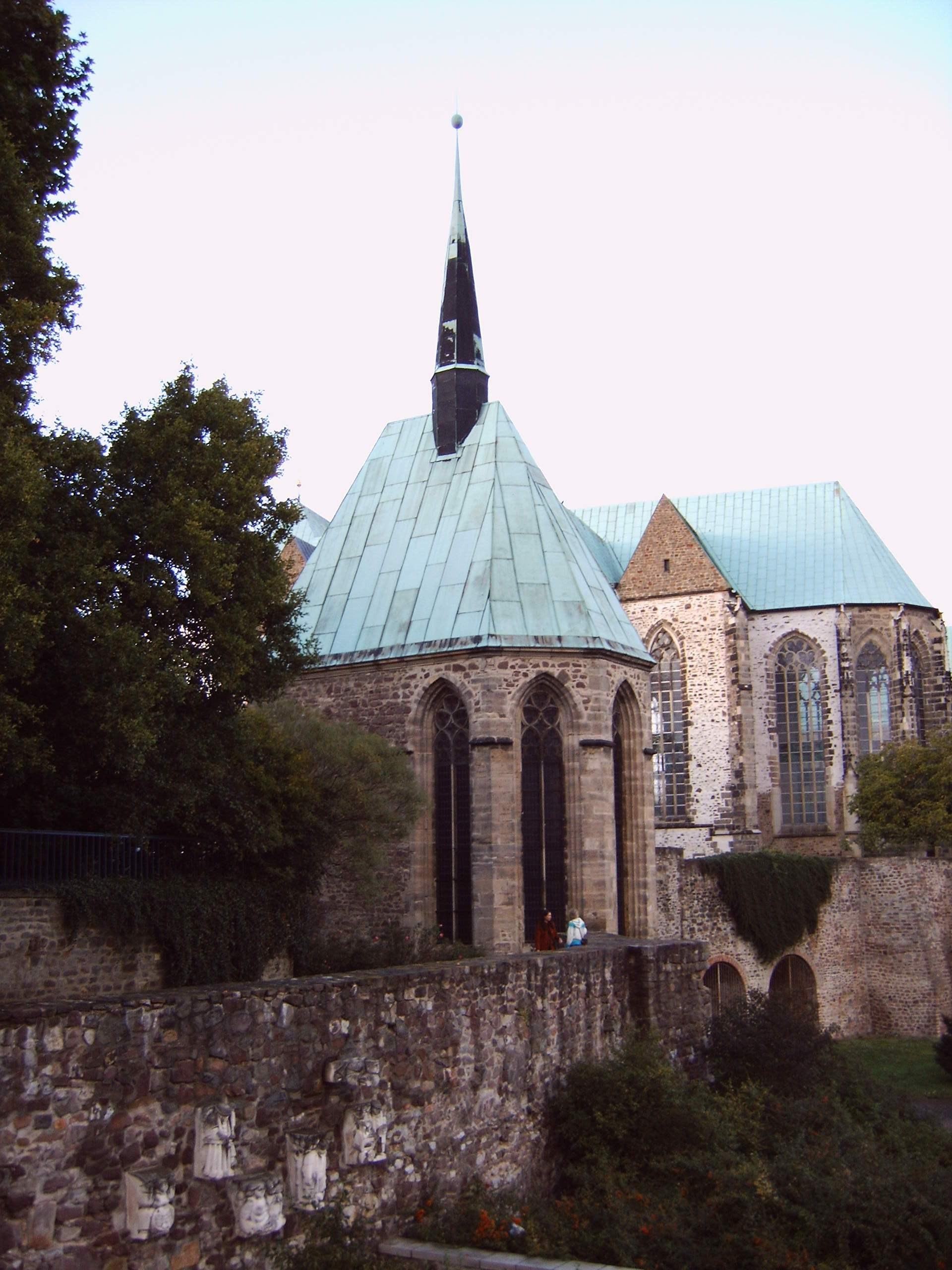
Vue de la chapelle avec au fond l'église Saint-Pierre
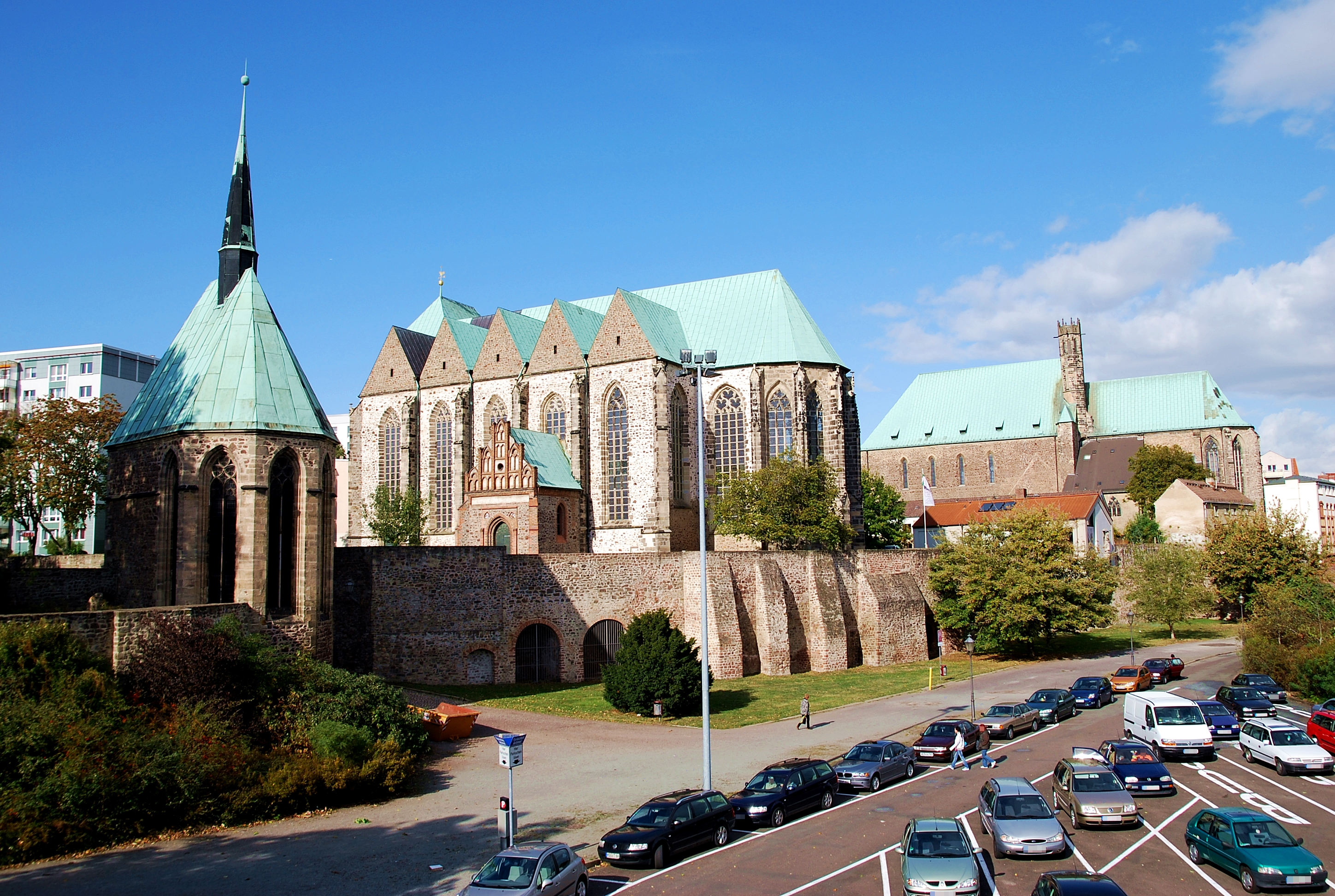
Les trois églises de la vieille ville

## source
- (de) Cet article est partiellement ou en totalité issu de l’article de Wikipédia en allemand intitulé « Magdalenenkapelle (Magdeburg) » (voir la liste des auteurs).